# Kevin Schumacher
Kevin Schumacher (Salzhemmendorf, 24 dicembre 1997) è un calciatore tedesco, attaccante dell'Osnabrück.

## Carriera
Cresciuto nel settore giovanile del Blau-Weiß Salzhemmendorf, ha iniziato la propria carriera nelle serie minori del calcio tedesco, giocando principalmente in Regionalliga. Il 2 luglio 2021 è stato acquistato dall'Hansa Rostock, con cui ha firmato un contratto biennale, compiendo così un doppio salto di categoria. Il 24 luglio successivo ha debuttato in 2. Bundesliga nell'incontro perso 1-3 contro il Karlsruhe. Esattamente un anno dopo, il 24 luglio 2022, ha segnato la sua prima rete nella serie cadetta tedesca, decidendo l'incontro vinto per 1-0 in trasferta contro l'Amburgo.

## Statistiche

### Presenze e reti nei club
Statistiche aggiornate al 15 aprile 2023.
| Stagione                 | Squadra                  | Campionato               | Campionato | Campionato | Coppe nazionali | Coppe nazionali | Coppe nazionali | Coppe continentali | Coppe continentali | Coppe continentali | Altre coppe | Altre coppe | Altre coppe | Totale | Totale |
| Stagione                 | Squadra                  | Comp                     | Pres       | Reti       | Comp            | Pres            | Reti            | Comp               | Pres               | Reti               | Comp        | Pres        | Reti        | Pres   | Reti   |
| ------------------------ | ------------------------ | ------------------------ | ---------- | ---------- | --------------- | --------------- | --------------- | ------------------ | ------------------ | ------------------ | ----------- | ----------- | ----------- | ------ | ------ |
| 2016-2017                | Germania Egestorf        | RL                       | 32         | 4          | CG              | 0               | 0               |                    | -                  | -                  |             | -           | -           | 32     | 4      |
| 2017-2018                | Germania Egestorf        | RL                       | 33         | 7          |                 | -               | -               |                    | -                  | -                  |             | -           | -           | 33     | 7      |
| Totale Germania Egestorf | Totale Germania Egestorf | Totale Germania Egestorf | 65         | 11         |                 | 0               | 0               |                    | -                  | -                  |             | -           | -           | 65     | 11     |
| 2018-2019                | Werder Brema II          | RL                       | 26         | 4          |                 | -               | -               |                    | -                  | -                  |             | -           | -           | 26     | 4      |
| 2019-2020                | Werder Brema II          | RL                       | 18         | 1          |                 | -               | -               |                    | -                  | -                  |             | -           | -           | 18     | 1      |
| Totale Werder Brema II   | Totale Werder Brema II   | Totale Werder Brema II   | 44         | 5          |                 | -               | -               |                    | -                  | -                  |             | -           | -           | 44     | 5      |
| 2020-2021                | Havelse                  | RL                       | 9+2        | 1+1        | CG              | 1               | 0               |                    | -                  | -                  |             | -           | -           | 12     | 2      |
| 2021-2022                | Hansa Rostock II         | OL                       | 1          | 1          |                 | -               | -               |                    | -                  | -                  |             | -           | -           | 1      | 1      |
| 2021-2022                | Hansa Rostock            | 2L                       | 22         | 0          | CG              | 3               | 0               |                    | -                  | -                  |             | -           | -           | 25     | 0      |
| 2022-2023                | Hansa Rostock            | 2L                       | 24         | 2          | CG              | 1               | 0               |                    | -                  | -                  |             | -           | -           | 25     | 2      |
| Totale Hansa Rostock     | Totale Hansa Rostock     | Totale Hansa Rostock     | 46         | 2          |                 | 4               | 0               |                    | -                  | -                  |             | -           | -           | 50     | 2      |
| Totale carriera          | Totale carriera          | Totale carriera          | 167        | 21         |                 | 5               | 0               |                    | -                  | -                  |             | -           | -           | 172    | 21     |